# ...Make You Breathe
...Make You Breathe er det debutalbummet fra det svenske rockband Takida. Det udkom den 19. maj 2006. Det blev indspillet i Sidelake Studios i Sundsvall.

## Spor
Alle sange er skrevet af Fredrik Pålsson, Kristoffer Söderström, Mattias Larsson, Patrik Frisk, Robert Pettersson og Tomas Wallin
| #   | Titel                     | Længde |
| --- | ------------------------- | ------ |
| 1.  | "Losing"                  | 3:52   |
| 2.  | "Jaded"                   | 3:12   |
| 3.  | "Die Alone"               | 4:07   |
| 4.  | "D.H.C."                  | 4:03   |
| 5.  | "Alive"                   | 4:31   |
| 6.  | "Broken"                  | 3:10   |
| 7.  | "Reason to Cry"           | 3:55   |
| 8.  | "Burning Inside"          | 3:53   |
| 9.  | "Evil Eye"                | 4:32   |
| 10. | "What Doesn't Kill You"   | 3:05   |
| 11. | "Sanctuary – Here We Are" | 4:02   |